# Inlingua
Die inlingua International AG ist ein im Jahr 1968 gegründetes Sprachschul-Netzwerk mit Sitz in Bern (Schweiz). Sie dient als Dachorganisation für die ihr angeschlossenen, rechtlich selbständigen Sprachcenter, welche unter einem Lizenzvertrag operieren. Neben der Überwachung der eigenen Marke betreibt die inlingua International AG auch einen eigenen Lehrmaterialverlag.
Unter der Marke inlingua sind per 2018 rund 300 Sprachcenter in 35 Ländern Europas, Afrikas, Asiens, Nord- und Südamerikas tätig.

## Methodik
Im Unterricht nach den Richtlinien des Unternehmens wird – wie bei der Immersion – nur die Zielsprache verwendet und die mündliche Sprachfertigkeit über die schriftliche Genauigkeit gestellt. Im Unterricht wird in erster Linie das eigene Lehrmaterial verwendet. Als Lehrer kommen ausschließlich muttersprachliche Lehrkräfte zum Einsatz, darunter sind Künstler, Linguisten und Germanisten.

## Ausgewählte Standorte
- Deutschland (74 Sprachcenter)
- Italien (57 Sprachcenter)
- Frankreich (46 Sprachcenter)
- Vereinigte Staaten von Amerika (23 Sprachcenter)
- Spanien (31 Sprachcenter)
- Asien (42 Sprachcenter)
- Schweiz (12 Sprachcenter)